# SJ X50 sorozat
Az SJ X50 sorozat, vagy más néven Bombardier Regina, egy svéd nagysebességű villamosmotorvonat-sorozat.

## Technikai jellemzők
A REGINA motorvonatok alkalmasak a regionális, az interregionális és az intercity forgalomra egyaránt. Skandináviában már több mint, 70 REGINA motorvonatot rendeltek meg. A járműveket úgy tervezték, hogy ellenálljanak a kemény skandináv éghajlatnak. A korszerű BOMBARDIER MITRAC hajtás és vezérlési rendszer – többek között az energia visszatápláló fékezés alkalmazásával – lehetővé teszi a jármű energiafogyasztásának minimálisra csökkentését, így a nagysebességű vonatok előző generációjához képest az energiafogyasztásnak akár 20%-a is megtakarítható. A sugárirányba beálló kerékpárokkal ellátott forgóvázak pedig csökkentik a sín kopását. A vonaton az utasok rendelkezésére áll az ülőhelyen történő kiszolgálás az első osztályon, a bisztró és az internetcsatlakozás.
A vonat megegyezik a kínai CRH1 vonatokkal.

## Üzemeltetők
- SJ
- Trafik i Mälardalen
- Tåg i Bergslagen
- Upplands Lokaltrafik
- X-Trafik
- Västtrafik
- Värmlandstrafik
- Norrtåg

## Érdekességek
Egy speciálisan felszerelt Bombardier Regina típusú villamos motorvonat, amely a svéd zöld vonat projekt keretében üzemel, 2008-ban másodszor döntötte meg a sebességi rekordot. A villamos motorvonat a Töreboda - Skövde közötti vonalon, szeptember 14-én elérte a 303 km/h sebességet, és ezzel a júliusban beállított 295 km/h sebességi rekordot is megdöntötte. Mind a két rekordot a 200 km/h sebességre tervezett vonalon érte el. A Green Train, zöld vonat, 2005. évben elindított projekt keretében épült, melyben svéd kutató intézetek, vonat üzemeltetők, tanácsadók, alkotta konzorcium dolgozott, az infrastruktúra hivatal, a Banverket vezetésével. A projekt célja, a felhasznált energia mennyiségének, az üzemeltetési költségek, és az eljutási idők együttes csökkentése.

## Jövőbeli tervek
A Svéd Állami Vasúttársaság (SJ AB) újabb 20 Bombardier Regina motorvonattal egészíti ki nagysebességű flottáját. A négyrészes motorvonatok szállítására a tervek szerint 2010. április és augusztus között kerül sor. A 221 millió euró értékű szerződéshez tartozik egy további 20 motorvonatra vonatkozó opció is.
A kibővített Regina flotta az SJ egyre növekvő létszámú utasai számára biztosítja a legmagasabb szintű kényelmet és szolgáltatásokat. Az új motorvonatok szélesebb kocsiszekrényt, a nagyobb rugalmasságot, kényelmes belső kialakítást és alacsony zajszintet biztosítanak.